# Alegeri legislative în Canada, 1904
| Wilfried Laurier                          |  | Robert Borden |
| Wilfrid Laurier (stânga) și Robert Borden |  |               |

Alegerile legislative din Canada s-au ținut pe data de 3 noiembrie, pentru a alege membrii Camerei Comunelor ai celui de-al 10-lea Parlament canadian. Primul ministru, domnul Wilfrid Laurier a condus partidul liberal Canadian la cel de-al treilea mandat de guvernare, cu o creștere a majorității și mai mult de jumătate din voturile poporului.
Conservatorii și liberal- conservatorii domnului Robert Borden au fost incapabili sa provoace efectiv liberalii și au pierdut o mică parte din voturile poporului, împreună cu 4 locuri din parlament.
Turnura voturilor: 71,6%

## Rezultate nationale
| Partid | Liderul partidului       | Nr. de candidați | Locuri | Locuri | Locuri    | Voturi    | Voturi | Voturi    |
| --- | ------------------------ | ---------------- | ------ | ------ | --------- | --------- | ------ | --------- |
| Partid | Liderul partidului       | Nr. de candidați | 1900   | Ales   | Schimbări | #         | %      | Schimbări |
| Liberal | Wilfrid Laurier          | 208              | 128    | 137    | +7.0%     | 521,041   | 50.88% | +0.63%    |
| Conservator | Robert Borden            | 199              | 69     | 70     | +1.4%     | 454 693   | 44.40% | +1.18%    |
| Liberal-Conservatori | Robert Borden            | 6                | 10     | 5      | -50.0%    | 15,737    | 1.54%  | -1.34%    |
| Independenți | Independenți             | 6                | 3      | 1      | -66.7%    | 10,205    | 1.45%  | -0.40%    |
| Independent Conservatori | Independent Conservatori | 2                | 1      | 1      | -         | 5,039     | 0.49%  | -0.57%    |
| Necunoscut | Necunoscut               | 13               | -      | -      | -         | 11,659    | 1.14%  | +1.14%    |
| Laburist |                          | 2                | -      | -      | -         | 2,159     | 0.21%  | -0.10%    |
| Socialist |                          | 3                | *      | -      | *         | 1,794     | 0.18%  | *         |
| Naționalist |                          | 1                | *      | -      | *         | 1,429     | 0.14%  | *         |
| Independent Liberal | Independent Liberal      | 3                | 1      | -      | -100%     | 309       | 0.03%  | -0.48%    |
| Total | Total                    | 443              | 213    | 214    | +0.5%     | 1,024,065 | 100%   |           |
| Surse: http://www.elections.ca -- Istoria alegerilor legislative din 1867-prezent Arhivat în 9 iunie 2009, la Wayback Machine. |                          |                  |        |        |           |           |        |           |

Notă:

Parlamentul Canadian după alegerile din 1904

- Partidul nu a nominalizat candidații în alegerile anterioare.

## Rezultate din provincie
| Partid                                   | Partid               | Partid          | BC   | NW   | MB   | ON   | QC   | NB   | NS   | PE   | YK   | Total |
| ---------------------------------------- | -------------------- | --------------- | ---- | ---- | ---- | ---- | ---- | ---- | ---- | ---- | ---- | ----- |
| Liberal                                  | Locuri:              | 7               | 7    | 7    | 37   | 53   | 7    | 18   | 1    | -    | 137  |       |
| Liberal                                  | Votul poporului (%): | 49.5            | 58.4 | 49.7 | 47.5 | 55.1 | 51.0 | 52.9 | 49.1 | 41.4 | 50.9 |       |
| Conservator                              | Locuri:              | -               | 2    | 3    | 44   | 12   | 5    | -    | 3    | 1    | 70   |       |
| Conservator                              | Vote (%):            | 38.8            | 37.8 | 41.8 | 46.3 | 43.0 | 42.0 | 44.5 | 50.9 | 58.6 | 44.4 |       |
| Liberal-Conservatori                     | Locuri:              |                 | 1    |      | 3    |      | 1    |      |      |      | 5    |       |
| Liberal-Conservatori                     | Vot (%):             |                 | 3.8  |      | 2.1  |      | 6.8  |      |      |      | 1.5  |       |
| Independent                              | Locuri:              |                 | -    | -    | 1    | -    |      | -    |      |      | 1    |       |
| Independent                              | Vot (%):             |                 | xx   | 5.8  | 0.6  | 1.3  |      | 1.6  |      |      | 1.0  |       |
| Independent Conservatori                 | Locuri:              |                 |      |      | 1    |      |      |      |      |      | 1    |       |
| Independent Conservatori                 | Vot (%):             |                 |      |      | 1.2  |      |      |      |      |      | 0.5  |       |
| Locuri în total                          | Locuri în total      | Locuri în total | 7    | 10   | 10   | 86   | 65   | 13   | 18   | 4    | 1    | 214   |
| Partide care nu au câștigat nici un loc: |                      |                 |      |      |      |      |      |      |      |      |      |       |
| Necunoscut                               | Vote (%):            | 4.6             |      |      | 2.4  | xx   |      |      |      |      | 1.1  |       |
| Laburist                                 | Vote (%):            |                 |      | 2.7  | 7    |      |      | 0.8  |      |      | 0.2  |       |
| Socialist                                | Vote (%):            | 7.1             |      |      |      |      |      |      |      |      | 0.2  |       |
| Naționalist                              | Vote (%):            |                 |      |      |      | 0.6  |      |      |      |      | 0.5  |       |
| Independent Liberal                      | Vote (%):            |                 |      |      | xx   |      | 0.2  | 0.1  |      |      | xx   |       |

xx - indică valori mai mici de 0.05% din votul poporului.